# Villiers-lès-Aprey
Villiers-lès-Aprey is een gemeente in het Franse departement Haute-Marne (regio Grand Est) en telt 35 inwoners (2009). De plaats maakt deel uit van het arrondissement Langres.

## Geografie
De oppervlakte van Villiers-lès-Aprey bedraagt 8,0 km², de bevolkingsdichtheid is dus 4,4 inwoners per km².
De onderstaande kaart toont de ligging van Villiers-lès-Aprey met de belangrijkste infrastructuur en aangrenzende gemeenten.

## Demografie
Onderstaande figuur toont het verloop van het inwonertal (bron: INSEE-tellingen).